# Grabiel Lugo
Pour les articles homonymes, voir Lugo.
Grabiel Lugo, né le 19 septembre 1996 à Valencia, est un escrimeur vénézuélien, multiple champion panaméricain par équipes et qualifié pour les Jeux olympiques de Paris 2024. Après avoir un temps vécu à Łodz (Pologne), il est maintenant basé à Rodez avec son compatriote champion olympique Rubén Limardo.

## Carrière
Après ses études au Venezuela, il a rejoint Łodz, en Pologne, où s'entraîne l'équipe nationale du Venezuela pour bénéficier de meilleures structures d'entraînement et d'un meilleur accès aux compétitions internationales. À partir de 2023, il représente le club Escrime Rodez Aveyron et a obtenu avec ce club la médaille de bronze par équipes aux championnats de France 2023 aux côtés d'Alexandre Bardenet, Aymerick Gally et Loukas Odorico.
Avec son équipe, il a obtenu la médaille de bronze aux Jeux panaméricains de 2019. Quatre ans plus tard, pour les derniers Jeux panaméricains de Rubén Limardo, l'équipe est éliminée dès les quarts de finale par l'Argentine. Aux championnats panaméricains, il a gagné trois médailles d'or par équipes. En individuel, une d'argent et une de bronze.
Il est un des titulaires de l'équipe du Venezuela qui lance son cycle de qualification olympique par une victoire aux championnats panaméricains 2023, puis prend une avance décisive sur ses rivaux du continent en allant obtenir une médaille de bronze aux championnats du monde, battant le Danemark, l'Espagne et la Hongrie, puis perdant en demi-finale face à l'Italie avant de gagner la petite finale contre l'équipe de Corée du Sud.
En début de saison de Coupe du monde 2023-2024, le Venezuela s'invite à nouveau sur le podium à Vancouver, en battant encore la Hongrie, perdant encore contre l'Italie et devançant la Suisse pour le bronze (27-26). L'équipe s'invite dans le top 4 mondial grâce à ce résultat, mais la suite de la saison, décevante, les voit reculer au 7e rang lors de la clôture des qualifications olympiques par équipes, en mars 2024. Ce résultat suffit cependant largement à qualifier l'équipe du Venezuela, et Lugo pour l'épreuve individuelle.

## Palmarès
- Championnats du monde d'escrime
  -  Médaille de bronze par équipes aux championnats du monde 2023 à Milan

- Championnats panaméricains d'escrime
  -  Médaille d'or par équipes aux championnats panaméricains 2023 à Lima
  -  Médaille d'or par équipes aux championnats panaméricains 2022 à Asunción
  -  Médaille d'or par équipes aux championnats panaméricains 2017 à Montréal
  -  Médaille d'argent aux championnats panaméricains 2022 à Asunción
  -  Médaille d'argent par équipes championnats panaméricains 2018 à La Havane
  -  Médaille de bronze aux championnats panaméricains 2023 à Lima

- Jeux panaméricains
  -  Médaille de bronze aux Jeux panaméricains 2019 à Lima

## Classement en fin de saison
| Année | 2017 | 2018 | 2019 | 2020 | 2021 | 2022 | 2023 |
| ----- | ---- | ---- | ---- | ---- | ---- | ---- | ---- |
| Rang  | 98   | 92   | 87   | 138  | 138  | 38   | 49   |